# Élections présidentielles sous la Cinquième République dans le Gers
Depuis l'adoption de la Constitution de la Cinquième République française en 1958, dix élections présidentielles ont eu lieu afin d'élire le président de la République. Cette page présente les résultats de ces élections dans le Gers.

## Synthèse des résultats du second tour
Le Gers vote traditionnellement plus à gauche que la France. Elle a en particulier placé François Mitterrand et Ségolène Royal en tête au second tour lors des élections de 1974 et 2007. En 2012, François Hollande obtient 5 points de plus qu'au niveau national. En 2017, Emmanuel Macron obtient un score similaire au niveau national.
| année | Répartition des exprimés | Répartition des exprimés | Participation (% des inscrits) | Blancs ou nuls (% des votants) |

| 2022 | Emmanuel Macron (55,70 %) (France : 58,55 %) | Marine Le Pen (44,30%) (France : 41,45 %) | 78,95 % (France : 71,99 %) | 11,22 % (France : 6,23 %) |

| 2017 | Emmanuel Macron (66,91 %) (France : 66,10 %) | Marine Le Pen (33,09 %) (France : 33,90 %) | 80,93 % (France : 77,77 %) | 2,24 % (France : 2,47 %) |

| 2012 | François Hollande (56,64 %) (France : 51,64 %) | Nicolas Sarkozy (43,36 %) (France : 48,36 %) | 85,81 % (France : 80,35 %) | 2,21 % (France : 5,82 %) |

| 2007 | Nicolas Sarkozy (47,49 %) (France : 53,06 %) | Ségolène Royal (52,51 %) (France : 46,94 %) | 88,37 % (France : 83,97 %) | 1,61 % (France : 4,20 %) |

| 2002 | Jacques Chirac (85,2 %) (France : 82,21 %) | J.-M. Le Pen (14,8 %) (France : 17,79 %) | 77,3 % (France : 79,71 %) | 4,38 % (France : 3,38 %) |

| 1995 | Jacques Chirac (49,22 %) (France : 52,64 %) | Lionel Jospin (50,78 %) (France : 47,36 %) | 81,97 % (France : 78,38 %) | 3,72 % (France : 2,81 %) |

| 1988 | François Mitterrand (57,53 %) (France : 54,02 %) | Jacques Chirac (42,47 %) (France : 45,98 % %) | 82,44 % (France : 81,35 %) | 2,22 % (France : 2,00 %) |

| 1981 | François Mitterrand (59,02 %) (France : 51,76 %) | Valéry Giscard d'Estaing (40,98 %) (France : 48,24 %) | 82,38 % (France : 81,09 %) | 1,61 % (France : 1,62 %) |

| 1974 | Valéry Giscard d'Estaing (42,24 %) (France : 50,81 %) | François Mitterrand (57,76 %) (France : 49,19 %) | 83,86 % (France : 84,23 %) | 1,07 % (France : 0,92 %) |

| 1969 | Georges Pompidou (43,12 %) (France : 58,21 %) | Alain Poher (56,88 %) (France : 41,79 %) | 75,43 % (France : 77,59 %) | 1,41 % (France : 1,29 %) |

| 1965 | Charles de Gaulle (34,76 %) (France : 55,20 %) | François Mitterrand (65,24 %) (France : 44,80 %) | 82,2 % (France : 84,75 %) | 1,15 % (France : 1,01 %) |

|  | ▲ |

## Résultats détaillés par scrutin

### 2022
Arrivé en tête du premier tour, le président sortant Emmanuel Macron (27,85 %) affronte Marine Le Pen (23,15 %), un duel identique à celui du scrutin de 2017. C'est la deuxième fois qu'un second tour opposant les mêmes candidats à deux scrutins présidentiels consécutifs a lieu après ceux où se sont affrontés Valéry Giscard d'Estaing et François Mitterrand en 1974 et 1981.
En troisième position avec 21,95 % des voix, Jean-Luc Mélenchon réalise le score le plus élevé de ses trois candidatures et arrive largement en tête de la gauche, mais échoue à accéder au second tour, avec environ 400 000 voix de moins que Marine Le Pen.
Une nouvelle fois, les partis politiques traditionnels sont absents du second tour, dans des proportions encore plus importantes que lors de la précédente élection. Le Parti socialiste et Les Républicains, représentés respectivement par Anne Hidalgo et Valérie Pécresse, s'effondrent avec des scores historiquement faibles et n'atteignent pas le seuil des 5 %, condition permettant d'être remboursé des frais de campagne.
Pour la première fois, les candidatures classées à l'extrême droite dépassent le seuil de 30 % des suffrages exprimés au premier tour. La campagne est marquée à ses débuts par l'irruption sur la scène politique d'Éric Zemmour, dont la candidature fait concurrence à Marine Le Pen sur sa droite. Malgré des sondages initialement favorables, le candidat et fondateur de Reconquête arrive finalement loin derrière, en quatrième place. Les sondages d'opinion laissent également annoncer un duel serré entre le président sortant et Marine Le Pen, la possibilité d'une victoire pour cette dernière étant pour la première fois envisagée par ceux-ci.
Le second tour voit Emmanuel Macron l'emporter par 58,55 % des suffrages exprimés, permettant ainsi au président sortant d'entamer un second mandat. Le septennat ayant été aboli en 2000, il devient ainsi le premier président de la République française à être réélu pour un deuxième quinquennat, le deuxième président de la Cinquième République réélu hors période de cohabitation et le quatrième président de la Cinquième République réélu.
Dans le Gers, Emmanuel Macron arrive en tête du premier tour avec 24,89% des exprimés, suivi de Marine Le Pen (22,35%), Jean-Luc Mélenchon (18,34%) et Jean Lassalle (10,07 %). Au second tour, les électeurs ont voté à 55,70 % pour Emmanuel Macron contre 44,30 % pour Marine Le Pen avec un taux de participation de 78,95% des inscrits.
| Candidats                | Candidats                | Partis                   | Premier tour | Premier tour | Second tour | Second tour |
| Candidats                | Candidats                | Partis                   | Voix         | %            | Voix        | %           |
| ------------------------ | ------------------------ | ------------------------ | ------------ | ------------ | ----------- | ----------- |
|                          | Emmanuel Macron          | LREM                     | 28 970       | 24,89        | 55 559      | 55,70       |
|                          | Marine Le Pen            | RN                       | 26 015       | 22,35        | 44 188      | 44,30       |
|                          | Jean-Luc Mélenchon       | LFI                      | 21 353       | 18,34        |             |             |
|                          | Jean Lassalle            | RES                      | 11 720       | 10,07        |             |             |
|                          | Éric Zemmour             | REC                      | 8 396        | 7,21         |             |             |
|                          | Valérie Pécresse         | LR                       | 5 126        | 4,40         |             |             |
|                          | Yannick Jadot            | EELV                     | 4 090        | 3,51         |             |             |
|                          | Anne Hidalgo             | PS                       | 3 861        | 3,32         |             |             |
|                          | Fabien Roussel           | PCF                      | 3 128        | 2,69         |             |             |
|                          | Nicolas Dupont-Aignan    | DLF                      | 2 418        | 2,08         |             |             |
|                          | Philippe Poutou          | NPA                      | 793          | 0,68         |             |             |
|                          | Nathalie Arthaud         | LO                       | 529          | 0,45         |             |             |
|                          |                          |                          |              |              |             |             |
| Votes valides            | Votes valides            | Votes valides            | 116 399      | 97,81        | 99 747      | 85,79       |
| Votes blancs             | Votes blancs             | Votes blancs             | 1 762        | 1,48         | 9 512       | 8,18        |
| Votes nuls               | Votes nuls               | Votes nuls               | 850          | 0,71         | 7 016       | 6,03        |
| Total                    | Total                    | Total                    | 119 011      | 100          | 116 275     | 100         |
| Abstention               | Abstention               | Abstention               | 28 267       | 19,19        | 30 993      | 21,05       |
| Inscrits / participation | Inscrits / participation | Inscrits / participation | 147 278      | 80,81        | 147 268     | 78,95       |

### 2017
Le premier tour de l'élection présidentielle de 2017 voit s'affronter onze candidats. Emmanuel Macron arrive en tête devant Marine Le Pen et tous deux se qualifient pour le second tour. Néanmoins, avec François Fillon et Jean-Luc Mélenchon, les scores des quatre candidats ayant recueilli le plus de voix sont serrés (4,43 points entre le 1er et le 4e). Pour la première fois, aucun des candidats des deux partis politiques pourvoyeurs jusque-là des présidents de la Ve République, n'est présent au second tour. Celui-ci se tient le dimanche 7 mai et se solde par la victoire d'Emmanuel Macron, avec un total de 20 753 798 bulletins de vote en sa faveur, soit 66,10 % des suffrages exprimés, face à la candidate du Front national, qui recueille 33,90 %. Le scrutin est néanmoins marqué par une forte abstention et par un record de votes blancs ou nuls. 
Dans le Gers, Emmanuel Macron arrive en tête du premier tour avec 23,4 % des exprimés, suivi de Marine Le Pen (19,71 %), Jean-Luc Mélenchon (19,45 %), François Fillon (17,96 %) et Benoît Hamon (8,03 %). Au second tour, les électeurs ont voté à 66,91 % pour Emmanuel Macron contre 33,09 % pour Marine Le Pen avec un taux de participation de 80,93 % des inscrits.
|             | EM          | Emmanuel Macron       | 27 775  | 23,4 %     | 67 571  | 66,91 %    |  |  |
|             | FN          | Marine Le Pen         | 23 387  | 19,71 %    | 33 424  | 33,09 %    |  |  |
|             | LFi         | Jean-Luc Mélenchon    | 23 089  | 19,45 %    |         |            |  |  |
|             | LR          | François Fillon       | 21 312  | 17,96 %    |         |            |  |  |
|             | PS          | Benoît Hamon          | 9 527   | 8,03 %     |         |            |  |  |
|             | DlF         | Nicolas Dupont-Aignan | 5 378   | 4,53 %     |         |            |  |  |
|             | RES         | Jean Lassalle         | 5 059   | 4,26 %     |         |            |  |  |
|             | NPA         | Philippe Poutou       | 1 254   | 1,06 %     |         |            |  |  |
|             | UPR         | François Asselineau   | 1 037   | 0,87 %     |         |            |  |  |
|             | LO          | Nathalie Arthaud      | 677     | 0,57 %     |         |            |  |  |
|             | SeP         | Jacques Cheminade     | 188     | 0,16 %     |         |            |  |  |
|             |             |                       |         |            |         |            |  |  |
|             |             |                       | Nombre  | % inscrits | Nombre  | % inscrits |  |  |
| Inscrits    | Inscrits    | Inscrits              | 144 959 |            | 144 950 |            |  |  |
| Abstentions | Abstentions | Abstentions           | 23 027  | 15,89 %    | 27 635  | 19,07 %    |  |  |
| Votants     | Votants     | Votants               | 121 932 | 84,11 %    | 117 315 | 80,93 %    |  |  |
|             |             |                       |         |            |         |            |  |  |
|             |             |                       |         | % votants  |         | % votants  |  |  |
| Blancs      | Blancs      | Blancs                | 2 166   | 1,49 %     | 11 574  | 7,98 %     |  |  |
| Nuls        | Nuls        | Nuls                  | 1 083   | 0,75 %     | 4 746   | 3,27 %     |  |  |
| Exprimés    | Exprimés    | Exprimés              | 118 683 | 81,87 %    | 100 995 | 69,68 %    |  |  |

### 2012
Hollande, désigné par le PS à la suite d'une primaire ouverte, devance Sarkozy dès le premier tour de l'élection présidentielle de 2012 : c'est la première fois qu'un président sortant est ainsi devancé. Au second tour, Sarkozy est battu mais par un écart plus faible qu'attendu.
Dans le Gers, François Hollande arrive en tête du premier tour avec 31,86 % des exprimés, suivi de Nicolas Sarkozy (24,14 %), Marine Le Pen (15,9 %), Jean-Luc Mélenchon (12,06 %) et François Bayrou (9,95 %). Au second tour, les électeurs ont voté à 56,64 % pour François Hollande contre 43,36 % pour Nicolas Sarkozy avec un taux de participation de 86,16 % des inscrits.
|                | PS             | François Hollande     | 38 446  | 31,86 %    | 65 606  | 56,64 %    |  |  |
|                | UMP            | Nicolas Sarkozy       | 29 133  | 24,14 %    | 50 222  | 43,36 %    |  |  |
|                | FN             | Marine Le Pen         | 19 190  | 15,9 %     |         |            |  |  |
|                | FG             | Jean-Luc Mélenchon    | 14 558  | 12,06 %    |         |            |  |  |
|                | MoDem          | François Bayrou       | 12 003  | 9,95 %     |         |            |  |  |
|                | EELV           | Éva Joly              | 2 715   | 2,25 %     |         |            |  |  |
|                | DLF            | Nicolas Dupont-Aignan | 2 191   | 1,82 %     |         |            |  |  |
|                | NPA            | Philippe Poutou       | 1 486   | 1,23 %     |         |            |  |  |
|                | LO             | Nathalie Arthaud      | 646     | 0,54 %     |         |            |  |  |
|                | S&P            | Jacques Cheminade     | 298     | 0,25 %     |         |            |  |  |
|                |                |                       |         |            |         |            |  |  |
|                |                |                       | Nombre  | % inscrits | Nombre  | % inscrits |  |  |
| Inscrits       | Inscrits       | Inscrits              | 143 798 |            | 143 775 |            |  |  |
| Abstentions    | Abstentions    | Abstentions           | 20 408  | 14,19 %    | 19 903  | 13,84 %    |  |  |
| Votants        | Votants        | Votants               | 123 390 | 85,81 %    | 123 872 | 86,16 %    |  |  |
|                |                |                       |         |            |         |            |  |  |
|                |                |                       |         | % votants  |         | % votants  |  |  |
| Blancs ou nuls | Blancs ou nuls | Blancs ou nuls        | 2 724   | 2,21 %     | 8 044   | 6,49 %     |  |  |
| Exprimés       | Exprimés       | Exprimés              | 120 666 | 97,79 %    | 115 828 | 97,79 %    |  |  |

### 2007
Au premier tour de l'élection présidentielle de 2007, Sarkozy réussit à capter une partie des voix de Le Pen et arrive largement en tête. Royal est la première femme qualifiée pour le second tour d'une élection présidentielle. Elle est battue avec une avance de 6 points.
Dans le Gers, Ségolène Royal arrive en tête du premier tour avec 31,19 % des exprimés, suivie de Nicolas Sarkozy (26,08 %), François Bayrou (20,23 %), Jean-Marie Le Pen (8,43 %) et Olivier Besancenot (3,66 %). Au second tour, les électeurs ont voté à 47,49 % pour Nicolas Sarkozy contre 52,51 % pour Ségolène Royal avec un taux de participation de 88,8 % des inscrits.
|                | PS             | Ségolène Royal       | 38 049  | 31,19 %    | 62 421  | 52,51 %    |  |  |
|                | UMP            | Nicolas Sarkozy      | 31 821  | 26,08 %    | 56 457  | 47,49 %    |  |  |
|                | UDF            | François Bayrou      | 24 680  | 20,23 %    |         |            |  |  |
|                | FN             | Jean-Marie Le Pen    | 10 287  | 8,43 %     |         |            |  |  |
|                | LCR            | Olivier Besancenot   | 4 461   | 3,66 %     |         |            |  |  |
|                | CPNT           | Frédéric Nihous      | 2 575   | 2,11 %     |         |            |  |  |
|                | MPF            | Philippe de Villiers | 2 365   | 1,94 %     |         |            |  |  |
|                | GPA            | Marie-George Buffet  | 2 334   | 1,91 %     |         |            |  |  |
|                | SE             | José Bové            | 2 000   | 1,64 %     |         |            |  |  |
|                | Les Verts      | Dominique Voynet     | 1 592   | 1,3 %      |         |            |  |  |
|                | LO             | Arlette Laguiller    | 1 202   | 0,99 %     |         |            |  |  |
|                | CNRSP          | Gérard Schivardi     | 644     | 0,53 %     |         |            |  |  |
|                |                |                      |         |            |         |            |  |  |
|                |                |                      | Nombre  | % inscrits | Nombre  | % inscrits |  |  |
| Inscrits       | Inscrits       | Inscrits             | 140 324 |            | 140 283 |            |  |  |
| Abstentions    | Abstentions    | Abstentions          | 16 316  | 11,63 %    | 15 711  | 11,2 %     |  |  |
| Votants        | Votants        | Votants              | 124 008 | 88,37 %    | 124 572 | 88,8 %     |  |  |
|                |                |                      |         |            |         |            |  |  |
|                |                |                      |         | % votants  |         | % votants  |  |  |
| Blancs ou nuls | Blancs ou nuls | Blancs ou nuls       | 1 998   | 1,61 %     | 5 694   | 4,57 %     |  |  |
| Exprimés       | Exprimés       | Exprimés             | 122 010 | 98,39 %    | 118 878 | 95,43 %    |  |  |

### 2002
Après cinq années de cohabitation, un duel est attendu entre Chirac et le Premier ministre Jospin lors de l'élection présidentielle de 2002, mais, à la surprise générale, ce dernier est devancé par Le Pen au premier tour. Au second tour, Chirac bénéficie du ralliement de la gauche et reçoit un score sans précédent. Il s'agit de la première élection pour un mandat de cinq ans et non plus sept.
Dans le Gers, Lionel  Jospin arrive en tête du premier tour avec 19,88 % des exprimés, suivi de Jacques Chirac (17,94 %), Jean-Marie Le Pen (13,32 %), Jean Saint-Josse (10,82 %) et François Bayrou (6,45 %). Au second tour, les électeurs ont voté à 85,2 % pour Jacques  Chirac contre 14,8 % pour Jean-Marie  Le Pen avec un taux de participation de 84,86 % des inscrits.
|                | PS             | Lionel Jospin           | 19 902  | 19,88 %    |         |            |  |  |
|                | RPR            | Jacques Chirac          | 17 961  | 17,94 %    | 91 057  | 85,2 %     |  |  |
|                | FN             | Jean-Marie Le Pen       | 13 331  | 13,32 %    | 15 821  | 14,8 %     |  |  |
|                | CPNT           | Jean Saint-Josse        | 10 828  | 10,82 %    |         |            |  |  |
|                | UDF            | François Bayrou         | 6 459   | 6,45 %     |         |            |  |  |
|                | LO             | Arlette Laguiller       | 4 946   | 4,94 %     |         |            |  |  |
|                | Les Verts      | Noël Mamère             | 4 574   | 4,57 %     |         |            |  |  |
|                | LCR            | Olivier Besancenot      | 4 566   | 4,56 %     |         |            |  |  |
|                | MC             | Jean-Pierre Chevènement | 4 404   | 4,4 %      |         |            |  |  |
|                | PC             | Robert Hue              | 3 471   | 3,47 %     |         |            |  |  |
|                | DL             | Alain Madelin           | 2 757   | 2,75 %     |         |            |  |  |
|                | PRG            | Christiane Taubira      | 2 202   | 2,2 %      |         |            |  |  |
|                | MNR            | Bruno Mégret            | 1 663   | 1,66 %     |         |            |  |  |
|                | Cap21          | Corinne Lepage          | 1 569   | 1,57 %     |         |            |  |  |
|                | FRS            | Christine Boutin        | 1 098   | 1,1 %      |         |            |  |  |
|                | PT             | Daniel Gluckstein       | 368     | 0,37 %     |         |            |  |  |
|                |                |                         |         |            |         |            |  |  |
|                |                |                         | Nombre  | % inscrits | Nombre  | % inscrits |  |  |
| Inscrits       | Inscrits       | Inscrits                | 135 423 |            | 135 343 |            |  |  |
| Abstentions    | Abstentions    | Abstentions             | 30 740  | 22,7 %     | 20 491  | 15,14 %    |  |  |
| Votants        | Votants        | Votants                 | 104 683 | 77,3 %     | 114 852 | 84,86 %    |  |  |
|                |                |                         |         |            |         |            |  |  |
|                |                |                         |         | % votants  |         | % votants  |  |  |
| Blancs ou nuls | Blancs ou nuls | Blancs ou nuls          | 4 584   | 4,38 %     | 7 974   | 6,94 %     |  |  |
| Exprimés       | Exprimés       | Exprimés                | 100 099 | 95,62 %    | 106 878 | 93,06 %    |  |  |

### 1995
Après une nouvelle cohabitation et alors que la droite est particulièrement divisée entre Chirac et le Premier ministre Balladur, Jospin réussit à arriver en tête au premier tour de l'élection présidentielle de 1995, malgré la très lourde défaite de la gauche aux législatives de 1993. Au second tour, il est battu par Chirac.
Dans le Gers, Lionel Jospin arrive en tête du premier tour avec 29,5 % des exprimés, suivi de Jacques Chirac (21,24 %), Édouard Balladur (17,63 %), Jean-Marie Le Pen (9,33 %) et Robert Hue (8,34 %). Au second tour, les électeurs ont voté à 50,78 % pour Lionel Jospin contre 49,22 % pour Jacques Chirac avec un taux de participation de 84,64 % des inscrits.
|                | PS             | Lionel Jospin        | 31 813  | 29,5 %     | 55 345  | 50,78 %    |  |  |
|                | RPR            | Jacques Chirac       | 22 905  | 21,24 %    | 53 646  | 49,22 %    |  |  |
|                | RPR            | Édouard Balladur     | 19 008  | 17,63 %    |         |            |  |  |
|                | FN             | Jean-Marie Le Pen    | 10 059  | 9,33 %     |         |            |  |  |
|                | PC             | Robert Hue           | 8 991   | 8,34 %     |         |            |  |  |
|                | MPF            | Philippe de Villiers | 6 054   | 5,61 %     |         |            |  |  |
|                | LO             | Arlette Laguiller    | 5 202   | 4,82 %     |         |            |  |  |
|                | Les Verts      | Dominique Voynet     | 3 406   | 3,16 %     |         |            |  |  |
|                | S&P            | Jacques Cheminade    | 389     | 0,36 %     |         |            |  |  |
|                |                |                      |         |            |         |            |  |  |
|                |                |                      | Nombre  | % inscrits | Nombre  | % inscrits |  |  |
| Inscrits       | Inscrits       | Inscrits             | 136 625 |            | 136 479 |            |  |  |
| Abstentions    | Abstentions    | Abstentions          | 24 637  | 18,03 %    | 20 959  | 15,36 %    |  |  |
| Votants        | Votants        | Votants              | 111 988 | 81,97 %    | 115 520 | 84,64 %    |  |  |
|                |                |                      |         |            |         |            |  |  |
|                |                |                      |         | % votants  |         | % votants  |  |  |
| Blancs ou nuls | Blancs ou nuls | Blancs ou nuls       | 4 161   | 3,72 %     | 6 529   | 5,65 %     |  |  |
| Exprimés       | Exprimés       | Exprimés             | 107 827 | 96,28 %    | 108 991 | 94,35 %    |  |  |

### 1988
Après deux ans de cohabitation, Mitterrand affronte le Premier ministre Chirac lors de l'élection présidentielle de 1988. Le Pen obtient au premier tour un score jusque-là sans précédent pour un parti d'extrême droite. Au second tour, Mitterrand est facilement réélu.
Dans le Gers, François Mitterrand arrive en tête du premier tour avec 40,15 % des exprimés, suivi de Jacques Chirac (20,3 %), Raymond Barre (14,45 %), Jean-Marie Le Pen (10,68 %) et André Lajoinie (5,95 %). Au second tour, les électeurs ont voté à 57,53 % pour François Mitterrand contre 42,47 % pour Jacques Chirac avec un taux de participation de 86,61 % des inscrits.
|                | PS                    | François Mitterrand | 44 651  | 40,15 %    | 66 456  | 57,53 %    |  |  |
|                | RPR                   | Jacques Chirac      | 22 571  | 20,3 %     | 49 069  | 42,47 %    |  |  |
|                | SE                    | Raymond Barre       | 16 073  | 14,45 %    |         |            |  |  |
|                | FN                    | Jean-Marie Le Pen   | 11 882  | 10,68 %    |         |            |  |  |
|                | PC                    | André Lajoinie      | 6 614   | 5,95 %     |         |            |  |  |
|                | Les Verts             | Antoine Waechter    | 4 195   | 3,77 %     |         |            |  |  |
|                | Communiste rénovateur | Pierre Juquin       | 2 684   | 2,41 %     |         |            |  |  |
|                | LO                    | Arlette Laguiller   | 2 175   | 1,96 %     |         |            |  |  |
|                | MPT                   | Pierre Boussel      | 364     | 0,33 %     |         |            |  |  |
|                |                       |                     |         |            |         |            |  |  |
|                |                       |                     | Nombre  | % inscrits | Nombre  | % inscrits |  |  |
| Inscrits       | Inscrits              | Inscrits            | 137 959 |            | 137 964 |            |  |  |
| Abstentions    | Abstentions           | Abstentions         | 24 225  | 17,56 %    | 18 470  | 13,39 %    |  |  |
| Votants        | Votants               | Votants             | 113 734 | 82,44 %    | 119 494 | 86,61 %    |  |  |
|                |                       |                     |         |            |         |            |  |  |
|                |                       |                     |         | % votants  |         | % votants  |  |  |
| Blancs ou nuls | Blancs ou nuls        | Blancs ou nuls      | 2 525   | 2,22 %     | 3 969   | 3,32 %     |  |  |
| Exprimés       | Exprimés              | Exprimés            | 111 209 | 97,78 %    | 115 525 | 96,68 %    |  |  |

### 1981
Lors de l'élection présidentielle de 1981, Giscard d'Estaing arrive en tête au premier tour et affronte, comme la fois précédente, Mitterrand. Pour la première fois, un président sortant est battu : Mitterrand devient le premier président de gauche de la Ve République.
Dans le Gers, François Mitterrand arrive en tête du premier tour avec 34,13 % des exprimés, suivi de Valéry Giscard d'Estaing (22,94 %), Jacques Chirac (17,44 %), Georges Marchais (13,79 %) et Brice Lalonde (3,44 %). Au second tour, les électeurs ont voté à 57,76 % pour François Mitterrand contre 40,98 % pour Valéry Giscard d'Estaing avec un taux de participation de 88,35 % des inscrits.
|                | PS             | François Mitterrand      | 36 958  | 34,13 %    | 67 629  | 59,02 %    |  |  |
|                | UDF            | Valéry Giscard d'Estaing | 24 844  | 22,94 %    | 46 958  | 40,98 %    |  |  |
|                | RPR            | Jacques Chirac           | 18 887  | 17,44 %    |         |            |  |  |
|                | PC             | Georges Marchais         | 14 929  | 13,79 %    |         |            |  |  |
|                | MEP            | Brice Lalonde            | 3 729   | 3,44 %     |         |            |  |  |
|                | LO             | Arlette Laguiller        | 2 942   | 2,72 %     |         |            |  |  |
|                | MRG            | Michel Crépeau           | 2 420   | 2,23 %     |         |            |  |  |
|                | Divers droite  | Michel Debré             | 1 271   | 1,17 %     |         |            |  |  |
|                | Divers droite  | Marie-France Garaud      | 1 230   | 1,14 %     |         |            |  |  |
|                | PSU            | Huguette Bouchardeau     | 1 071   | 0,99 %     |         |            |  |  |
|                |                |                          |         |            |         |            |  |  |
|                |                |                          | Nombre  | % inscrits | Nombre  | % inscrits |  |  |
| Inscrits       | Inscrits       | Inscrits                 | 133 585 |            | 133 531 |            |  |  |
| Abstentions    | Abstentions    | Abstentions              | 23 532  | 17,62 %    | 15 550  | 11,65 %    |  |  |
| Votants        | Votants        | Votants                  | 110 053 | 82,38 %    | 117 981 | 88,35 %    |  |  |
|                |                |                          |         |            |         |            |  |  |
|                |                |                          |         | % votants  |         | % votants  |  |  |
| Blancs ou nuls | Blancs ou nuls | Blancs ou nuls           | 1 772   | 1,61 %     | 3 394   | 2,88 %     |  |  |
| Exprimés       | Exprimés       | Exprimés                 | 108 281 | 98,39 %    | 114 587 | 97,12 %    |  |  |

### 1974
L'élection présidentielle de 1974 est une élection anticipée à la suite de la mort de Pompidou. Mitterrand, candidat unique de la gauche, est largement en tête au premier tour devant Giscard d'Estaing, qui distance lui-même Chaban-Delmas. Au terme d'une campagne animée, marquée par un débat télévisé tendu, Giscard d'Estaing l'emporte avec une très courte avance.
Dans le Gers, François Mitterrand arrive en tête du premier tour avec 50,79 % des exprimés, suivi de Valéry Giscard d'Estaing (23,1 %), Jacques Chaban-Delmas (18,01 %), Arlette Laguiller (3,03 %) et Jean Royer (2,07 %). Au second tour, les électeurs ont voté à 57,76 % pour François Mitterrand contre 42,24 % pour Valéry Giscard d'Estaing avec un taux de participation de 88,42 % des inscrits.
|                | PS             | François Mitterrand       | 49 561  | 50,79 %    | 59 265  | 57,76 %    |  |  |
|                | RI             | Valéry Giscard d'Estaing' | 22 546  | 23,1 %     | 43 336  | 42,24 %    |  |  |
|                | UDR            | Jacques Chaban-Delmas     | 17 575  | 18,01 %    |         |            |  |  |
|                | LO             | Arlette Laguiller         | 2 954   | 3,03 %     |         |            |  |  |
|                | SE             | Jean Royer                | 2 019   | 2,07 %     |         |            |  |  |
|                | FN             | Jean-Marie Le Pen         | 892     | 0,91 %     |         |            |  |  |
|                | SE, écologiste | René Dumont               | 775     | 0,79 %     |         |            |  |  |
|                | FCR            | Alain Krivine             | 449     | 0,46 %     |         |            |  |  |
|                | MDSF           | Émile Muller              | 424     | 0,43 %     |         |            |  |  |
|                | MFE            | Jean-Claude Sebag         | 181     | 0,19 %     |         |            |  |  |
|                | NAR            | Bertrand Renouvin         | 160     | 0,16 %     |         |            |  |  |
|                |                |                           |         |            |         |            |  |  |
|                |                |                           | Nombre  | % inscrits | Nombre  | % inscrits |  |  |
| Inscrits       | Inscrits       | Inscrits                  | 117 623 |            | 117 675 |            |  |  |
| Abstentions    | Abstentions    | Abstentions               | 18 979  | 16,14 %    | 13 632  | 11,58 %    |  |  |
| Votants        | Votants        | Votants                   | 98 644  | 83,86 %    | 104 043 | 88,42 %    |  |  |
|                |                |                           |         |            |         |            |  |  |
|                |                |                           |         | % votants  |         | % votants  |  |  |
| Blancs ou nuls | Blancs ou nuls | Blancs ou nuls            | 1 055   | 1,07 %     | 1 442   | 1,39 %     |  |  |
| Exprimés       | Exprimés       | Exprimés                  | 97 589  | 98,93 %    | 102 601 | 98,61 %    |  |  |

### 1969
L'élection présidentielle de 1969 est une élection anticipée à la suite de la démission de De Gaulle. La gauche se lance désunie dans la course et, bien que Duclos (PCF) manque de le devancer, c'est le président par intérim Poher qui accède au second tour face à l'ex-Premier ministre Pompidou. Alors que Duclos refuse d'appeler à voter au second tour pour « bonnet blanc ou blanc bonnet », Pompidou est finalement largement élu.
Dans le Gers, Georges Pompidou arrive en tête du premier tour avec 34,71 % des exprimés, suivi de Alain Poher (33,41 %), Jacques Duclos (18,54 %), Gaston Defferre (6,43 %) et Michel Rocard (4,45 %). Au second tour, les électeurs ont voté à 56,88 % pour Alain Poher contre 43,12 % pour Georges Pompidou avec un taux de participation de 74,64 % des inscrits.
|                | UDR            | Georges Pompidou | 29 715  | 34,71 %    | 35 022  | 43,12 %    |  |  |
|                | CD             | Alain Poher      | 28 600  | 33,41 %    | 46 192  | 56,88 %    |  |  |
|                | PC             | Jacques Duclos   | 15 868  | 18,54 %    |         |            |  |  |
|                | SFIO           | Gaston Defferre  | 5 508   | 6,43 %     |         |            |  |  |
|                | PSU            | Michel Rocard    | 3 809   | 4,45 %     |         |            |  |  |
|                | LC             | Alain Krivine    | 1 173   | 1,37 %     |         |            |  |  |
|                | SE             | Louis Ducatel    | 928     | 1,08 %     |         |            |  |  |
|                |                |                  |         |            |         |            |  |  |
|                |                |                  | Nombre  | % inscrits | Nombre  | % inscrits |  |  |
| Inscrits       | Inscrits       | Inscrits         | 115 119 |            | 115 199 |            |  |  |
| Abstentions    | Abstentions    | Abstentions      | 28 290  | 24,57 %    | 29 219  | 25,36 %    |  |  |
| Votants        | Votants        | Votants          | 86 829  | 75,43 %    | 85 980  | 74,64 %    |  |  |
|                |                |                  |         |            |         |            |  |  |
|                |                |                  |         | % votants  |         | % votants  |  |  |
| Blancs ou nuls | Blancs ou nuls | Blancs ou nuls   | 1 228   | 1,41 %     | 4 766   | 5,54 %     |  |  |
| Exprimés       | Exprimés       | Exprimés         | 85 601  | 98,59 %    | 81 214  | 94,46 %    |  |  |

### 1965
L'élection présidentielle de 1965 est la première élection au suffrage universel direct à la suite du référendum d'octobre 1962. De Gaulle est mis en ballottage, à la surprise générale, par Mitterrand, candidat unique de la gauche. La campagne du second tour est axée sur l'Europe et les relations internationales ainsi que sur l'armement nucléaire. De Gaulle est finalement réélu avec une large avance.
Dans le Gers, François Mitterrand arrive en tête du premier tour avec 44,2 % des exprimés, suivi de Charles de Gaulle (26,92 %), Jean Lecanuet (17,44 %), Jean-Louis Tixier-Vignancour (8,64 %) et Pierre Marcilhacy (1,94 %). Au second tour, les électeurs ont voté à 65,24 % pour François Mitterrand contre 34,76 % pour Charles de Gaulle avec un taux de participation de 83,46 % des inscrits.
|                | CIR            | François Mitterrand          | 41 337  | 44,2 %     | 60 875  | 65,24 %    |  |  |
|                | UNR            | Charles de Gaulle            | 25 177  | 26,92 %    | 32 428  | 34,76 %    |  |  |
|                | MRP            | Jean Lecanuet                | 16 311  | 17,44 %    |         |            |  |  |
|                | SE             | Jean-Louis Tixier-Vignancour | 8 078   | 8,64 %     |         |            |  |  |
|                | PLE            | Pierre Marcilhacy            | 1 818   | 1,94 %     |         |            |  |  |
|                | SE             | Marcel Barbu                 | 804     | 0,86 %     |         |            |  |  |
|                |                |                              |         |            |         |            |  |  |
|                |                |                              | Nombre  | % inscrits | Nombre  | % inscrits |  |  |
| Inscrits       | Inscrits       | Inscrits                     | 115 101 |            | 115 087 |            |  |  |
| Abstentions    | Abstentions    | Abstentions                  | 20 487  | 17,8 %     | 19 038  | 16,54 %    |  |  |
| Votants        | Votants        | Votants                      | 94 614  | 82,2 %     | 96 049  | 83,46 %    |  |  |
|                |                |                              |         |            |         |            |  |  |
|                |                |                              |         | % votants  |         | % votants  |  |  |
| Blancs ou nuls | Blancs ou nuls | Blancs ou nuls               | 1 089   | 1,15 %     | 2 746   | 2,86 %     |  |  |
| Exprimés       | Exprimés       | Exprimés                     | 93 525  | 98,85 %    | 93 303  | 97,14 %    |  |  |